# Championnat du monde double mixte de curling 2023
Navigation
Édition précédente Édition suivante
Le Championnat du monde double mixte de curling 2023 se déroule au centre de curling de Gangneung en Corée du Sud du 22 au 29 avril 2023
Le format du championnat comporte une phase de poule avec deux groupes qui s'affrontent en tournoi à la ronde de dix équipes. Seize équipes sont issus du précédent championnat et les quatre autres sont issus d'un championnat de qualification ( Autriche, Espagne, Pays-Bas et Turquie)
Les six meilleures équipes se sont qualifiées pour la phase finale avec les quarts de finales sauf les deux meilleures équipes qui entre directement pour les demi-finales.

## Équipes
| Australie- ♀ Tahli Gill - ♂ Dean Hewitt         | Autriche- ♀ Hannah Augustin - ♂ Martin Reichel            | Canada- ♀ Jennifer Jones - ♂ Brent Laing         | Tchéquie- ♀ Julie Zelingrová - ♂ Vít Chabičovský |
| Danemark - ♀Jasmin Lander - ♂ Henrik Holtermann | Angleterre - ♀Lina Opel - ♂ Michael Opel                  | Estonie - ♀Marie Kaldvee - ♂ Harri Lill          | Allemagne - ♀Pia-Lisa Schöll - ♂ Klaudius Harsch |
| Hongrie - ♀Linda Joó - ♂ Lőrinc Tatár           | Italie - ♀Stefania Constantini - ♂ Sebastiano Arman       | Japon - ♀Chiaki Matsumura - ♂ Yasumasa Tanida    | Pays-Bas - ♀Vanessa Tonoli - ♂ Wouter Gösgens    |
| Norvège - ♀Martine Rønning - ♂ Mathias Brænden  | Écosse - ♀Jennifer Dodds - ♂ Bruce Mouat                  | Corée du Sud - ♀Kim Ji-yoon - ♂ Jeong Byeong-jin | Espagne - ♀Oihane Otaegi - ♂ Mikel Unanue        |
| Suède - ♀Therese Westman - ♂ Robin Ahlberg      | Suisse - ♀Briar Schwaller-Hürlimann - ♂ Yannick Schwaller | Turquie - ♀Dilşat Yıldız - ♂ Bilal Ömer Çakır    | États-Unis - ♀Cory Thiesse - ♂ Korey Dropkin     |

## Premier tour
- A l'issue des 18 sessions, les 3 premiers de chaque groupe sont qualifiés pour la phase finale : les 2 premiers directement en demi-finale, les 4 autres en quarts de finale.
- A l'issue des 18 sessions, ces équipes s'affrontent dans un ultime match et le perdant sera relégué
- A l'issue des 18 sessions, ces équipes sont relégués

| Pays         | Athlètes                                | V | D | PP | PC | Manches gagnées | Manches perdues | Manches blanches | Vols pour | Tirs % | DSC   |
| ------------ | --------------------------------------- | - | - | -- | -- | --------------- | --------------- | ---------------- | --------- | ------ | ----- |
| Canada       | Jennifer Jones / Brent Laing            | 8 | 1 | 72 | 44 | 39              | 29              | 0                | 11        | 78.1%  | 20.79 |
| Estonie      | Marie Kaldvee / Harri Lill              | 7 | 2 | 70 | 46 | 37              | 28              | 0                | 12        | 78.4%  | 39.89 |
| Écosse       | Jennifer Dodds / Bruce Mouat            | 7 | 2 | 63 | 48 | 34              | 32              | 0                | 8         | 80.8%  | 33.72 |
| Australie    | Tahli Gill / Dean Hewitt                | 5 | 4 | 58 | 63 | 34              | 36              | 0                | 7         | 77.1%  | 55.32 |
| Danemark     | Jasmin Lander / Henrik Holtermann       | 4 | 5 | 55 | 64 | 31              | 43              | 0                | 2         | 73.0%  | 33.35 |
| Italie       | Stefania Constantini / Sebastiano Arman | 4 | 5 | 55 | 58 | 35              | 32              | 0                | 9         | 77.6%  | 35.03 |
| Pays-Bas     | Vanessa Tonoli / Wouter Gösgens         | 4 | 5 | 58 | 62 | 34              | 37              | 0                | 10        | 72.8%  | 40.47 |
| Tchéquie     | Julie Zelingrová / Vít Chabičovský      | 3 | 6 | 52 | 64 | 34              | 31              | 0                | 14        | 71.4%  | 25.06 |
| Corée du Sud | Kim Ji-yoon / Jeong Byeong-jin          | 2 | 7 | 60 | 71 | 31              | 37              | 0                | 6         | 73.9%  | 53.21 |
| Hongrie      | Linda Joó / Lőrinc Tatár                | 1 | 8 | 46 | 69 | 31              | 39              | 0                | 9         | 69.6%  | 45.74 |

| Pays       | Athlètes                                      | V | D | PP | PC | Manches gagnées | Manches perdues | Manches blanches | Vols pour | Tirs % | DSC   |
| ---------- | --------------------------------------------- | - | - | -- | -- | --------------- | --------------- | ---------------- | --------- | ------ | ----- |
| Japon      | Chiaki Matsumura / Yasumasa Tanida            | 8 | 1 | 68 | 53 | 35              | 33              | 0                | 9         | 76.2%  | 20.18 |
| États-Unis | Cory Thiesse / Korey Dropkin                  | 7 | 2 | 65 | 39 | 42              | 24              | 0                | 18        | 81.6%  | 24.05 |
| Norvège    | Martine Rønning / Mathias Brænden             | 7 | 2 | 61 | 43 | 35              | 32              | 0                | 14        | 76.0%  | 24.66 |
| Suisse     | Briar Schwaller-Hürlimann / Yannick Schwaller | 7 | 2 | 63 | 45 | 36              | 30              | 0                | 13        | 79.1%  | 32.01 |
| Suède      | Therese Westman / Robin Ahlberg               | 4 | 5 | 66 | 56 | 37              | 32              | 0                | 12        | 77.9%  | 36.49 |
| Turquie    | Dilşat Yıldız / Bilal Ömer Çakır              | 4 | 5 | 64 | 53 | 37              | 34              | 0                | 10        | 75.4%  | 57.25 |
| Espagne    | Oihane Otaegi / Mikel Unanue                  | 4 | 5 | 56 | 65 | 33              | 37              | 0                | 9         | 67.3%  | 29.67 |
| Autriche   | Hannah Augustin / Martin Reichel              | 2 | 7 | 43 | 64 | 28              | 34              | 0                | 10        | 66.3%  | 60.43 |
| Allemagne  | Pia-Lisa Schöll / Klaudius Harsch             | 2 | 7 | 53 | 65 | 29              | 36              | 0                | 5         | 73.0%  | 37.74 |
| Angleterre | Lina Opel / Michael Opel                      | 0 | 9 | 26 | 82 | 21              | 39              | 0                | 7         | 53.8%  | 62.58 |

## Phase finale
Concernant les équipes qui devront passer par le tournoi qualificatif :
- Hongrie et Angleterre (qui ont fini dernier de leur groupe)
- Autriche et Allemagne qui ont perdu leur match de repêchage.

### Tableau
Heure locale : UTC+09:00
|  | Quarts de finale | Quarts de finale |                |                        | Demi-finales   | Demi-finales   |  |  | Finale         | Finale         |
|  | Quarts de finale | Quarts de finale |                |                        | Demi-finales   | Demi-finales   |  |  | Finale         | Finale         |
|  |                  |                  |                |                        |                |                |  |  |                |                |
|  | 28 avril à 10h   | 28 avril à 10h   |                |                        | 28 avril à 18h | 28 avril à 18h |  |  | 29 avril à 14h | 29 avril à 14h |
|  | 28 avril à 10h   | 28 avril à 10h   |                |                        | 28 avril à 18h | 28 avril à 18h |  |  | 29 avril à 14h | 29 avril à 14h |
|  | 28 avril à 10h   | 28 avril à 10h   | Suisse         | 8                      |                |                |  |  | 29 avril à 14h | 29 avril à 14h |
|  | Canada           | 6                | Suisse         | 8                      |                |                |  |  | 29 avril à 14h | 29 avril à 14h |
|  | Canada           | 6                | Suède          | 4                      |                |                |  |  | 29 avril à 14h | 29 avril à 14h |
|  | Japon            | 4                | Suède          | 4                      |                |                |  |  | 29 avril à 14h | 29 avril à 14h |
|  | Japon            | 4                | 28 avril à 18h | 28 avril à 18h         | Suisse         | 6              |  |  |                |                |
|  | 28 avril à 10h   |                  | 28 avril à 18h | 28 avril à 18h         | Suisse         | 6              |  |  |                |                |
|  |                  | Norvège          | 28 avril à 18h | 28 avril à 18h         | 3              |                |  |  |                |                |
|  | Italie           | Norvège          | 28 avril à 18h | 28 avril à 18h         | 3              | 3              |  |  |                |                |
|  | Italie           | Norvège          | 8              |                        |                | 3              |  |  |                |                |
|  | Suède            | Norvège          | 8              | 4                      |                |                |  |  |                |                |
|  | Suède            | Canada           | 5              | 4                      |                |                |  |  |                |                |
|  |                  | Canada           | 5              | Match pour la 3e place |                |                |  |  |                |                |
|  |                  |                  |                |                        |                |                |  |  |                |                |
|  | 29 avril à 10h   |                  |                |                        |                |                |  |  |                |                |
|  |                  |                  |                |                        |                |                |  |  |                |                |
|  | Suède            | 5                |                |                        |                |                |  |  |                |                |
|  | Suède            | 5                |                |                        |                |                |  |  |                |                |
|  | Canada           | 8                |                |                        |                |                |  |  |                |                |
|  | Canada           | 8                |                |                        |                |                |  |  |                |                |

### Quarts de finale
| Équipes | 1 | 2 | 3 | 4 | 5 | 6 | 7 | 8 | 9 | 10 | Total |
| ------- | - | - | - | - | - | - | - | - | - | -- | ----- |
| Estonie | 1 | 0 | 1 | 0 | 0 | 2 | 0 | 1 |   |    | 5     |
| Norvège | 0 | 1 | 0 | 3 | 1 | 0 | 3 | 0 |   |    | 8     |

| Équipes    | 1 | 2 | 3 | 4 | 5 | 6 | 7 | 8 | 9 | 10 | Total |
| ---------- | - | - | - | - | - | - | - | - | - | -- | ----- |
| États-Unis | 2 | 0 | 4 | 0 | 0 | 2 | 0 | X |   |    | 8     |
| Écosse     | 0 | 1 | 0 | 2 | 1 | 0 | 2 | X |   |    | 6     |

### Demi-finales
| Équipes    | 1 | 2 | 3 | 4 | 5 | 6 | 7 | 8 | 9 | 10 | Total |
| ---------- | - | - | - | - | - | - | - | - | - | -- | ----- |
| Canada     | 0 | 1 | 0 | 1 | 0 | 0 | 0 | X |   |    | 2     |
| États-Unis | 1 | 0 | 1 | 0 | 1 | 1 | 2 | X |   |    | 6     |

| Équipes | 1 | 2 | 3 | 4 | 5 | 6 | 7 | 8 | 9 | 10 | Total |
| ------- | - | - | - | - | - | - | - | - | - | -- | ----- |
| Japon   | 1 | 0 | 1 | 0 | 1 | 0 | 1 | 1 |   |    | 5     |
| Norvège | 0 | 1 | 0 | 1 | 0 | 2 | 0 | 0 |   |    | 4     |

### Troisième place
| Équipes | 1 | 2 | 3 | 4 | 5 | 6 | 7 | 8 | 9 | 10 | Total |
| ------- | - | - | - | - | - | - | - | - | - | -- | ----- |
| Canada  | 0 | 1 | 0 | 0 | 0 | 1 | 0 | 0 |   |    | 2     |
| Norvège | 1 | 0 | 1 | 1 | 1 | 0 | 1 | 1 |   |    | 6     |

### Finale
| Équipes    | 1 | 2 | 3 | 4 | 5 | 6 | 7 | 8 | 9 | 10 | Total |
| ---------- | - | - | - | - | - | - | - | - | - | -- | ----- |
| États-Unis | 1 | 2 | 0 | 2 | 1 | 0 | 2 | X |   |    | 8     |
| Japon      | 0 | 0 | 1 | 0 | 0 | 1 | 0 | X |   |    | 2     |